# إيفان فريد
إيفان فريد (بالإنجليزية: Evan Freed) هو مصور ومحامي أمريكي، ولد في 11 سبتمبر 1946 في لوس أنجلوس في الولايات المتحدة.